# Olivier de Benoist
Pour les articles homonymes, voir Benoist et ODB.
Pour les autres membres de la famille, voir Famille de Benoist de Gentissart.
Olivier de Benoist, né le 14 juin 1974 à Reims, est un comédien et humoriste français.

## Biographie

### Famille
Olivier Marie Emmanuel de Benoist de Gentissart, appelé Olivier de Benoist, est un membre de la famille de Benoist de Gentissart, l'une des familles contemporaines de la noblesse belge, originaire du Hainaut, reconnue noble en France. Il a six frères. Son épouse, Caroline Menand, et lui ont quatre enfants (deux filles et deux garçons).

### Carrière
Après une formation de juriste, il change de voie et se tourne vers le monde du spectacle.
Formé au studio Pygmalion, il fait ses débuts en jouant le spectacle de Bruno Belvaux créé par Benoît Poelvoorde Modèle déposé. Ce premier succès l'encourage à écrire sa première pièce Né sous X en 2003 puis une parodie des émissions de téléréalité Loft Sorry, en 2004.
À partir de 2005, il s’attelle à l'écriture de son one man show et joue Haut débit, Très haut débit puis Très très haut débit dans lesquels il mêle sketch et tours de magie. Le 8 mai 2009, il passe pour la première fois à la télévision sur la chaîne France 4 dans l'émission Pliés en 4 : le show où il joue le sketch Discours de mariage.
Le 6 septembre 2010, il est le premier candidat de l'émission On n'demande qu'à en rire sur France 2  et devient une des vedettes de l'émission en ayant le plus grand nombre de passages de tous les candidats après Jérémy Ferrari,. Le 31 mai 2011, il participe à l'épreuve « commis d'office » dans l'émission On a tout révisé.
Il joue le rôle d'un gendarme dans le téléfilm Carmen diffusé sur France 3 le 24 septembre 2011,. Il tourne également un spot publicitaire pour le Comité départemental de tourisme de la Loire. Il est pendant tout l'été 2011 sur Europe 1 dans l'émission de Laurent Cabrol L'Air du temps pour une chronique humoristique. En janvier 2014, il participe à L'Émission pour tous sur France 2.
À partir du 1er octobre 2017, il est aux côtés de Stéphane Bern dans l'émission Code Promo sur France 2. En 2017, il occupe le second rôle masculin (Grégoire Rochas) aux côtés de Guillaume Canet et de Mélanie Laurent dans le film Mon garçon de Christian Carion.
En janvier 2019, Olivier de Benoist entame ses dernières dates de tournée de son spectacle 0/40 qui aura été joué 235 fois en tournée. Il propose un nouveau spectacle, intitulé Le petit dernier, à partir de septembre 2019.
En octobre 2023, il participe au tournage dans la série de fiction télévisée Capitaine Marleau avec Corinne Masiero, en compagnie de David Hallyday, qui sera diffusée le 4 octobre 2024.
En septembre 2024, création de son nouveau spectacle intitulé « Le droit au bonheur ». Les premières représentations ont lieu à Paris, à l'Européen du 17 octobre au 28 décembre 2024.
Janvier 2025, diffusion du téléfilm Sur la dalle réalisé par Josée Dayan, avec Yvan Attal, Virginie Ledoyen et Sylvie Testud dont la sortie est programmée pour 2025.

### On n'demande qu'à en rire
[réf. nécessaire]
C'est l'humoriste à avoir fait le plus de passages durant la saison 1 avec 50 passages (54 en comptant les passages d'été). Lors de son 29e passage, il obtient 19/20 de la part des téléspectateurs (en duo avec Kev' Adams). Son meilleur score est de 99 points qu'il obtient le 1er mars 2013. Il détenait également le record du nombre de passages dans l'émission jusqu'au 19 mars 2012, lors du 68e sketch de Jérémy Ferrari. Il n'en était alors qu'à 67 passages.

#### Liste des sketches
| 1             | Célébration d’un mariage posthume | 6 septembre 2010  | 65                      |
| 2             | Warren Beatty refuse que sa fille se fasse opérer pour changer de sexe                                                                 | 8 septembre 2010  | 65                      |
| 3             | Un policier de proximité | 21 septembre 2010 | 62                      |
| 4             | Pouponnage, les hommes s'y mettent | 24 septembre 2010 | 77                      |
| 5             | Mineur bloqué sous terre depuis un mois                                                                                                | 28 septembre 2010 | 85                      |
| 6             | Rendez-vous en Terre Inconnue | 29 septembre 2010 | 83                      |
| Hors-passage  | La séduction | 1er octobre 2010  |                         |
| 7             | Filles 1res en classe, jamais chefs d’entreprise                                                                                       | 4 octobre 2010    | 70                      |
| 8             | Journal d’un mineur chilien | 5 octobre 2010    | 82                      |
| 9             | Discours du Ministre chilien aux mineurs                                                                                               | 11 octobre 2010   | 82                      |
| 10            | Le gang des aspirateurs | 14 octobre 2010   | 70                      |
| 11            | Sortie des mineurs chiliens | 18 octobre 2010   | 72                      |
| 12            | 1 Français sur 4 approché par une secte                                                                                                | 21 octobre 2010   | ?                       |
| 13            | Un mineur chilien se réhabitue au quotidien                                                                                            | 26 octobre 2010   | 73                      |
| 14            | Irruption d’un inconnu sur un plateau télé                                                                                             | 3 novembre 2010   | 83                      |
| 15            | « Maison close », un succès ! | 5 novembre 2010   | 85                      |
| 16            | Enquêteur culinaire pour un guide célèbre                                                                                              | 9 novembre 2010   | 65                      |
| 17            | Des services en échange de relations sexuelles                                                                                         | 17 novembre 2010  | 79                      |
| 18            | 2 candidats de Pékin Express frappent à votre porte                                                                                    | 24 novembre 2010  | 84                      |
| 19            | Parler, même mort, via Internet, c’est possible                                                                                        | 26 novembre 2010  | 90                      |
| 20            | Réconcilier des voisins comme Henri Leconte                                                                                            | 29 novembre 2010  | 71                      |
| 21            | Illuminations des vitrines de Noël | 3 décembre 2010   | 73                      |
| 22            | Fan de Sudoku | 8 décembre 2010   | 85                      |
| 23            | Rencontre de collectionneurs insolites                                                                                                 | 13 décembre 2010  | 74                      |
| 24            | J’ai regardé les vœux de Président de la République                                                                                    | 3 janvier 2011    | 78                      |
| 25            | La mode des coffrets cadeaux sous le sapin                                                                                             | 6 janvier 2011    | 74                      |
| 26            | J’ai rencontré l’amour la nuit de la Saint-Sylvestre                                                                                   | 13 janvier 2011   | 77                      |
| 27            | Un candidat de la téléréalité se retourne contre la production                                                                         | 17 janvier 2011   | 16/20 (Téléspectateurs) |
| 28            | Un site pour louer une petite amie pour la nuit                                                                                        | 27 janvier 2011   | 83                      |
| 29            | Caricaturiste sur la Place du Tertre (en duo avec Kev' Adams et participation des Lascars gays)                                        | 31 janvier 2011   | 19/20 (Téléspectateurs) |
| 30            | Paris, capitale du vol (partitcipation d’Arnaud Tsamere)                                                                               | 9 février 2011    | 79                      |
| 31            | Pour ou contre l’anonymat pour le don du sperme (participation de Jean Benguigui)                                                      | 14 février 2011   | 17/20 (Téléspectateurs) |
| 32            | Et si les femmes dominaient le monde ?                                                                                                 | 18 février 2011   | 77                      |
| 33            | Je n’ai rien eu pour la St Valentin (en duo avec Kev' Adams)                                                                           | 21 février 2011   | 18/20 (Téléspectateurs) |
| 34            | Pas de concurrence pour la Poste (intervention de Laurent Ruquier)                                                                     | 1er mars 2011     | 79                      |
| 35            | Septembre, le mois des naissances (en duo avec Babass)                                                                                 | 4 mars 2011       | 57 (Repêchage)          |
| 36            | La journée de la femme (en duo avec Babass, participation de Constance)                                                                | 8 mars 2011       | 18/20 (Téléspectateurs) |
| 37            | Ma télé n’est pas passée au numérique                                                                                                  | 15 mars 2011      | 95                      |
| 38            | La glace au lait maternel autorisée | 23 mars 2011      | 87                      |
| 39            | La mère d’un soldat voit le Charles de Gaulle partir (participation des Lascars gays)                                                  | 28 mars 2011      | 18/20 (Téléspectateurs) |
| 40            | Je nage avec mon beau-frère | 7 avril 2011      | 69                      |
| 41            | Bugarach, pour échapper à la fin du Monde                                                                                              | 12 avril 2011     | 89                      |
| 42            | La mode des magiciens mentalistes | 21 avril 2011     | 80                      |
| 43            | Choisir les chansons pour le mariage d'Albert (en duo avec Kev' Adams et participation de Garnier et Sentou, Jérémy Ferrari et Babass) | 26 avril 2011     | 18/20 (Téléspectateurs) |
| 44            | Comment éviter les files d'attente au cinéma (participation d'Arnaud Tsamere)                                                          | 5 mai 2011        | 96                      |
| 45            | Pour ou contre le droit de vote à 16 ans                                                                                               | 10 mai 2011       | 80                      |
| 46            | Le Festival de Cannes | 16 mai 2011       | 17/20 (Téléspectateurs) |
| 47            | Le journal du Français de Fukushima | 19 mai 2011       | 88                      |
| 48            | Le choix d'une robe de mariée (en duo avec Constance)                                                                                  | 10 juin 2011      | 76                      |
| 49            | Le journal de bord de DSK | 8 juin 2011       | 96                      |
| 50            | La révolte des femmes de chambre | 29 juin 2011      | 92                      |
| Spécial été 1 | Les vacances à la campagne font recettes (avec Jonathan Lambert en guest-star)                                                         | 9 juillet 2011    | 73                      |
| Spécial été 2 | Je passe l'été à traquer les stars (en duo avec Arnaud Cosson)                                                                         | 13 août 2011      | 75                      |
| Spécial été 3 | Vous participez à un jeu de téléréalité de l'été                                                                                       | 27 août 2011      | 92                      |
| Spécial été 4 | Vous racontez vos vacances à vos collègues de travail                                                                                  | 3 septembre 2011  | 17/20 (Téléspectateurs) |

| 51 | Le journal de bord de François Hollande                             | 5 septembre 2011  | 89                      |
| 52 | Amende pour ne pas avoir fait l'amour à sa femme                    | 22 septembre 2011 | 78                      |
| 53 | Japon : Le musée de la nouille                                      | 26 septembre 2011 | 17/20 (Téléspectateurs) |
| 54 | Le succès d’« Un dîner presque parfait »                            | 10 octobre 2011   | 17/20 (Téléspectateurs) |
| 55 | De plus en plus de corbeaux en Île-de-France                        | 18 octobre 2011   | 86                      |
| 56 | La population française a gagné 10 cm en un siècle                  | 25 octobre 2011   | 86                      |
| 57 | Marine Le Pen contre le prénom Giulia                               | 3 novembre 2011   | 77                      |
| 58 | La France a un incroyable talent (participation de Catherine Barma) | 21 novembre 2011  | 18/20 (Téléspectateurs) |
| 59 | Les 20 ans du « Journal du hard »                                   | 29 novembre 2011  | 79                      |
| 60 | Le collier d'immunité de Koh-Lanta                                  | 14 décembre 2011  | 92                      |
| 61 | La semaine sans électricité                                         | 5 janvier 2012    | 95                      |
| 62 | Le mariage de Moundir                                               | 9 janvier 2012    | 18/20 (Téléspectateurs) |
| 63 | Les bonnes résolutions 2012                                         | 19 janvier 2012   | 91                      |
| 64 | Le journal de bord du capitaine du Costa Concordia                  | 30 janvier 2012   | 95                      |
| 65 | L'amour dure 3 ans                                                  | 9 février 2012    | 83                      |
| 66 | Comment savoir si vous êtes avec une prostituée                     | 29 février 2012   | 83                      |
| 67 | Surpris en train de faire pipi par Google Street View               | 12 mars 2012      | 18/20 (Téléspectateurs) |
| 68 | Une météorite traverse un toit à Oslo                               | 2 avril 2012      | 91                      |
| 69 | Les spermatozoïdes en voie de disparition                           | 13 avril 2012     | 91                      |
| 70 | Trahi par un ami                                                    | 27 avril 2012     | 95                      |
| 71 | Le journal de bord d'un président normal                            | 15 mai 2012       | 94                      |
| 72 | Partager sa machine à laver avec ses voisins                        | 13 juin 2012      | 90                      |
| 73 | Un document secret volé au Vatican                                  | 20 juin 2012      | 98                      |

| 74 | Le guide du mauvais père | 1er mars 2013 | 99 |